# 索爾特克里克鎮區 (堪薩斯州米切爾縣)
索爾特克里克鎮區（英語：Salt Creek Township）為美國堪薩斯州米切爾縣轄下的鎮區。2010年美国人口普查中該鎮區人口有33人。

## 地理
索爾特克里克鎮區涵蓋總面積為92.97平方（35.90平方英里），其中92.75平方（35.81平方英里）為陸地，0.22平方（0.085平方英里）或0.23%為水域。海拔高度433（1,421英尺）。

## 人口統計
根據2010年美國人口普查，索爾特克里克鎮區人口有33人，住房17戶，人口密度為0.35人/每平方公里。此鎮區居民之種族中，白人有29人，非裔美國人有0人，美洲原住民有0人，亞裔美國人有0人，太平洋島裔美國人有0人，其他種族有4人，混血種族則有0人。此外此鎮區有4人為西班牙裔或拉丁裔美國人。

## 交通

### 主要公路
- 14號堪薩斯州州道